# Radboud II
Radboud II, Redbad II of Radbodus II (ov. 786) was een fictieve koning van Friesland, die een kleinzoon zou zijn van koning Radboud der Friezen (ov. 719). Hij duikt voor het eerst op in de 15e-eeuwse familiekroniek van het adellijke geslacht van de Heren van Egmond. Volgens deze kroniek was hij de zoon van de christelijke koning Adgillis II en broer van koning Gondebald, een personage uit de ridderromans die in 778 in de Slag bij Roncesvalles (Navarra) tegen de Saracenen gesneuveld zou zijn. Johannes a Leydis noemt rond 1480 in zijn Egmondse abtenkroniek Radboud II de eerste heer van West-Friesland (primi Domini inferioris Frisiæ). Maar hij voegt daaraan toe dat hij nog niet heeft kunnen ontdekken dat Heren van Egmond dit zouden kunnen bewijzen. Het verhaal belandde eveneens in de Divisiekroniek van Andreas Cornelius uit 1517:
Coninc Algildt hadde II sonen, als Gondebolt, coninc van Vrieslant, ende wert mitten vromen Roelant verslagen voer dat kersten gelove opten Roncevalle int jaer VII C ende LXX. Ende hiermede ghing dat conincrijc van Vrieslant te niet, ende het is voertan ghebleven onder dat conincrijc der Francken. Die ander soen van coninc Algildt was genoemt Rathboldt, ende was heer van Neder-Vrieslant, dat nu Egmont is. Mer hi en was van sulcker machte nyet als sijn ouders geweest hadden, want die coningen van Vrancrijc dat lant algeheel onder hem gebrocht hadden.
De sage van Radboud II werd verder uitgewerkt door dorpspastoor Dirck Woutersz. in de familiekroniek van het Huis Egmond uit 1562 en daarna door de monnik Anthonius Hovius (ov. 1568) in zijn Chronyck ende Historie van het Edele en Machtige Gheslachte vanden Huyse van Egmondt. Dit laatste geschrift werd gedrukt in 1630. Dirk Woutersz. wist de stamboom van het adellijke huis door te trekken tot de Trojaan Bavo, koning in Frygië. Hij introduceerde bovendien Gerbrand, de zoon van Radboud II, die net als zijn oom in de strijd tegen de Saracenen zou zijn gesneuveld. Beide auteurs beweerden dat Radboud II was overleden in 792 na een val zijn zijn paard en begraven lag op het Heer Raetbouts kerckhof te Rinnegom, samen met zijn vrouw Amarra, een koningsdochter uit Hongarije. Het ging om een zandduin of nol, die op een gedrukte kaart uit 1680 staat afgebeeld als het Radboutskerckhof aan de Heerwegh. Archeologisch onderzoek heeft hier bewoningssporen uit de 7e eeuw blootgelegd. Wanneer de naam van Radboud aan deze plek is verbonden en waarom dat is gebeurd, weten we niet.
Het motief van de koningsdochter was vermoedelijk ontleend aan de geschiedschrijver Jean d’Outremeuse (1338-1400), die voor het Henegouwse hof een fantasiekroniek schreef waarin Friezen en Hunen (Hongaren) een belangrijke rol speelden. De Hollandse graven uit het geslacht Avesnes was er veel aan gelegen om de Friese geschiedenis in een glansrijk licht te stellen, om daarmee hun aanspraken op het Friese koningschap te onderbouwen. Ook in 15e- en 16e-eeuwse wapenboeken verschijnen de wapens van dit echtpaar. De Friese historicus Martinus Hamconius produceerde in 1609 zelfs een grafschrift. 

Met name de katholieke historici Cornelius Kempius, Andreas Cornelius, Suffridus Petrus en Bernardus Furmerius produceerden, deels in opdracht van de Friese Staten, een lijst van Friese koningen waarin Agdillus II, Gondebald en Radboud II een belangrijke rol speelden. Radboud was volgens hen teruggevallen in het heidendom, nadat hij op jonge leeftijd als gijzelaar was meegenomen naar Denemarken. Hij was volgens hen ook verantwoordelijk voor de dood van Bonifatius bij Dokkum in 754. Johannes Hilarides vatte deze verhalen over Radboud II in 1671 samen:
Hij wierd godloos en wreed, en alzo hij nog jong was, geen meester van zijne verkeerde hartstogten om dezelve te bedwingen. Zijnen afgod Foste stelde hij op Ameland wederom ten toon: om de Christenen nochmaals dezelve te noodzaken, en van hun geloove af te trekken; of bij weigering, strafte hij dezelve met de dood, of bande ze uit den Lande. … In den jaare 775, als Radbout uit eigener booze driften, en door de opstookinge eerst van Syvert, en daar na van Okke, Priesters der afgodische Druïden, zeer verwoed tegen de Christenen te werk ging, klaagdenze zeer erbarmlijk aan Karel den Groote, Koning der Franschen. Welke Koning, na dat hij de Saxen overwonnen hadde, de Friesen mede beoorloogde, en Radbout in twee veldslagen, overwonnen hebbende, vluchte dezelve liever in Deenemarken, als dat hij de Christenen by verdrag of vredeverbond in 't land wilde vrije oeffening van hunne godsdienst vergunnen. En dit wierd de gelegentheid, dat de Koninglijke Heerschappije in Friesland een einde nam.
Uit de de Egmondse familiekroniek diepten deze auteurs bovendien enkele fictieve koningen van West-Friesland op, met namen als Dibbald, Lem en Ridzard alias Aurundilius ('Ezeloor'). Hun tijdgenoot Ubbo Emmius, die de nadruk legde op wetenschappelijke onderbouwing van historische kennis, bekritiseerde deze vorm van geschiedschrijving. In de provincie Friesland bleven deze fantasieverhalen echter mateloos populair tot ver in de 19e eeuw. 

## Verdubbeling
De 19e-eeuwse historicus Jan Bolhuis van Zeeburgh stelde nadrukkelijk dat er nooit een Radboud II is geweest. De Friese kroniekschrijvers hebben volgens hem een verkeerde aanname gemaakt: zij schreven dat de Friese koning Radboud (†719) streed tegen de Frankische leider Karel maar maakten daar abusievelijk Karel de Grote (747-814) van. Radboud vocht echter tegen Karel Martel (689-741). De apocriefe kroniekschrijvers hebben daarom een tweede Radboud aan de lijst van koningen toegevoegd, zodat de verhalen over de strijd tegen Karel de Grote weer klopten.

## In de literatuur
De Friese jurist Arent van Halmael publiceerde in 1839 een treurspel over Radboud II, voorzien van een historische inleiding en aantekeningen. Het toneelstuk eindigt met de zelfmoord van Radboud, die liever zichzelf doodt dan onderdaan van de Franken te willen worden.